# Gautier de Costes de La Calprenède
Gautier de Costes de La Calprenède, född mellan 1609 och 1614, död 15 oktober 1663, var en fransk dramaturg och romanförfattare.
La Calprenèdes dramer hade föga framgång, men desto större lycka gjorde han med sina romaner, Cassande (1642-1650) med Alexander den store som hjälte, Cléopâtre (1647-58) som skildrar den romerska republikens sista krig samt Faramond (1661-71, ofullbordad) som handlar om den mytiske merovingerkungen Pharamond. 